# NGC 1062
NGC 1062 是三角座的一粒恆星，由羅夫·科普蘭於1873年10月11日記錄，後收錄入天體新總表（NGC），但是科普蘭將此恆星誤認為一團暗淡的星雲狀物。有天體表將螺旋星系PGC 10331列為NGC 1062，但這與科普蘭原先觀察的數據（相對於NGC 1061的位置）有出入。